# 第8高射特科群
第8高射特科群（だいはちこうしゃとっかぐん、JGSDF 8th Antiaircraft Artillery Group）は、陸上自衛隊青野原駐屯地（兵庫県小野市）に駐屯する中部方面隊直轄の高射特科部隊である。

## 概要
03式中距離地対空誘導弾（中SAM）を運用し、京阪神地区を中心とする中部方面隊担任地域の防空を主任務とする。群長は1等陸佐（二）が充てられ、青野原駐屯地司令を兼務している。
1976年（昭和51年）8月に第4次防衛力整備計画の最後にあたる8番目のホーク部隊として新編された。03式中距離地対空誘導弾への装備更新は、東部方面隊の第2高射特科群に次いで2番目に2009年（平成21年）7月から行われ、2015年（平成27年）3月の第343高射中隊新編で装備更新を完了した。

## 沿革
- 1976年（昭和51年）8月20日：第8高射特科群が新たに開設された青野原駐屯地において編成完結。高射教導隊隷下の第309高射中隊が下志津駐屯地から移駐し、隷下に編合。

　※ 編成（第8高射特科群本部、本部管理中隊、第309高射中隊、第331～第333高射中隊、第308高射搬送通信中隊、第109高射直接支援隊）
- 1985年（昭和60年）：「基本ホーク」から「改良ホーク」に換装[1]。
- 1993年（平成05年）：「改良ホーク」から「改良ホーク改善Ⅰ型」に換装。
- 1996年（平成08年）：「改良ホーク改善Ⅰ型」から「改良ホーク改善Ⅱ型」に換装。
- 2004年（平成16年）3月29日：中部方面隊の後方支援体制変換に伴い、第109高射直接支援隊を廃止し、整備部門を中部方面後方支援隊第302高射直接支援中隊へ移管。
- 2009年（平成21年）7月31日：03式中距離地対空誘導弾の配備を開始。
- 2010年（平成22年）3月26日：第331高射中隊（青野原駐屯地）が第338高射中隊（03式中距離地対空誘導弾装備）に改編。
- 2011年（平成23年）4月22日：第332高射中隊（青野原駐屯地）が第339高射中隊（03式中距離地対空誘導弾装備）に改編。
- 2012年（平成24年）
  - 3月25日：第309高射中隊（青野原駐屯地）を廃止。
  - 3月26日：第333高射中隊（青野原駐屯地）が第340高射中隊（03式中距離地対空誘導弾装備）に改編。
- 2015年（平成27年）3月26日：第343高射中隊（03式中距離地対空誘導弾装備）を青野原駐屯地に新編。
- 2024年（令和06年）3月21日：第302高射運用隊（対空戦闘指揮統制システム装備）を青野原駐屯地に新編[2]。

## 部隊編成
- 第8高射特科群本部
- 本部管理中隊「8高群-本」
  - 中隊本部
  - 群本部勤務班
  - 指揮小隊
  - 通信レーダ小隊[3]：対空レーダ装置 JTPS-P14
  - 衛生小隊
  - 補給班
- 第338高射中隊「338高」：03式中距離地対空誘導弾
- 第339高射中隊「339高」：03式中距離地対空誘導弾
- 第340高射中隊「340高」：03式中距離地対空誘導弾
- 第343高射中隊「343高」：03式中距離地対空誘導弾
- 第308高射搬送通信中隊「308高搬通」
- 第302高射運用隊「302高運」：対空戦闘指揮統制システム（ADCCS）

## 整備支援部隊
- 第109高射直接支援隊「109高直支」（青野原駐屯地）：1976年（昭和51年）8月20日から2004年（平成16年）3月28日の間。
- 中部方面後方支援隊第302高射直接支援中隊「302高直支」（青野原駐屯地）：2004年（平成16年）3月29日から

## 主要幹部
| 官職名                              | 階級    | 氏名     | 補職発令日     | 前職                                  |
| ----------------------------------- | ------- | -------- | -------------- | ------------------------------------- |
| 第8高射特科群長 兼 青野原駐屯地司令 | 1等陸佐 | 小林憲治 | 2024年12月20日 | 陸上幕僚監部装備計画部開発課 総括班長 |

| 代 | 氏名       | 在職期間                        | 前職                                        | 後職                                               |
| -- | ---------- | ------------------------------- | ------------------------------------------- | -------------------------------------------------- |
| 01 | 中川芳一   | 1976年08月20日 - 1978年07月31日 | 第8高射特科群準備隊長                       | 陸上幕僚監部防衛部研究課長                         |
| 02 | 古田孝幸   | 1978年08月01日 - 1980年03月16日 | 第1高射特科団本部高級幕僚                   | 陸上自衛隊高射学校総務部長                         |
| 03 | 冨田定幸   | 1980年03月17日 - 1982年01月10日 | 陸上幕僚監部人事部人事計画課 企画班長       | 第1高射特科団長                                    |
| 04 | 渡邊滋     | 1982年01月11日 - 1983年07月31日 | 陸上幕僚監部人事部人事計画課 企画班長       | 北部方面総監部防衛部長                             |
| 05 | 黒柳彰久   | 1983年08月01日 - 1985年06月30日 | 北部方面総監部防衛部防衛課長                | 統合幕僚会議事務局第3幕僚室勤務                    |
| 06 | 小山輝夫   | 1985年07月01日 - 1988年03月15日 | 陸上幕僚監部防衛部研究課 研究班長           | 東北方面総監部人事部長                             |
| 07 | 堂免勝清   | 1988年03月16日 - 1990年03月31日 | 陸上幕僚監部装備部開発課勤務                | 技術研究本部 技術開発官（誘導武器担当）付 総括室長 |
| 08 | 恒成隆利   | 1990年04月01日 - 1992年03月15日 | 陸上自衛隊高射学校研究員                    | 陸上自衛隊高射学校総務部長                         |
| 09 | 佐野晃     | 1992年03月16日 - 1994年06月30日 | 西部方面総監部防衛部防衛課長                | 陸上幕僚監部調査部調査第1課長                      |
| 10 | 五藤正美   | 1994年07月01日 - 1996年06月30日 | 陸上幕僚監部調査部付                        | 陸上幕僚監部防衛部運用課 国際協力室長              |
| 11 | 宗像久男   | 1996年07月01日 - 1997年10月12日 | 陸上幕僚監部防衛部防衛課 防衛班長           | 陸上幕僚監部監理部総務課 広報室長                  |
| 12 | 伊藤隆     | 1997年10月13日 - 2000年04月27日 | 陸上幕僚監部人事部援護業務課 総括班長       | 東部方面総監部人事部長                             |
| 13 | 藤井信男   | 2000年04月28日 - 2002年12月01日 | 陸上幕僚監部装備部武器・化学課 誘導武器班長 | 第1高射特科団副団長                                |
| 14 | 松保健     | 2002年12月02日 - 2005年01月11日 | 陸上幕僚監部装備部開発課 開発第3班長        | 陸上自衛隊研究本部主任研究開発官                   |
| 15 | 西原口実   | 2005年01月12日 - 2006年12月05日 | 陸上自衛隊高射学校研究部長                  | 第1高射特科団副団長                                |
| 16 | 住田和明   | 2006年12月06日 - 2008年03月25日 | 陸上幕僚監部防衛部防衛課 防衛班長           | 陸上幕僚監部防衛部防衛課長                         |
| 17 | 髙橋祐二   | 2008年03月26日 - 2010年03月31日 | 第1混成団本部高級幕僚                       | 第2高射特科団副団長                                |
| 18 | 内田昌輝   | 2010年04月01日 - 2012年03月31日 | 防衛監察本部統括監察官付 第3監察班長        | 陸上自衛隊幹部学校主任教官                         |
| 19 | 宮本久徳   | 2012年04月01日 - 2014年03月22日 | 陸上幕僚監部防衛部防衛課 編成班長           | 陸上自衛隊研究本部主任研究開発官                   |
| 20 | 川野静生   | 2014年03月23日 - 2016年03月22日 | 陸上自衛隊補給統制本部装備計画部 企画課長   | 自衛隊福島地方協力本部長                           |
| 21 | 中村宗一郎 | 2016年03月23日 - 2018年03月22日 | 中部方面総監部情報部情報課長                | 自衛隊札幌病院総務部長                             |
| 22 | 小山直伸   | 2018年03月23日 - 2019年08月22日 | 陸上幕僚監部防衛部防衛課 編成班長           | 陸上幕僚監部防衛部防衛課長                         |
| 23 | 押川誠     | 2019年08月23日 - 2020年11月30日 | 陸上総隊司令部運用部国際協力課長            | 統合幕僚監部運用部運用第2課 国際協力室長           |
| 24 | 久守直紀   | 2020年12月01日 - 2022年11月30日 | 陸上自衛隊高等工科学校教育部長              | 陸上自衛隊高射学校第1教育部長                      |
| 25 | 栗田千寿   | 2022年12月01日 - 2024年12月19日 | 陸上自衛隊教育訓練研究本部勤務              | 陸上自衛隊教育訓練研究本部 教育部総括室長          |
| 26 | 小林憲治   | 2024年12月20日 -                | 陸上幕僚監部装備計画部開発課 総括班長       |                                                    |

## 主要装備
- 03式中距離地対空誘導弾

- 対空レーダ装置 JTPS-P14

- 対空戦闘指揮統制システム（ADCCS）
- 1/2tトラック / 73式小型トラック
- 1 1/2tトラック / 73式中型トラック
- 3 1/2tトラック / 73式大型トラック

- 12.7mm重機関銃
- 89式5.56mm小銃
- 9mm拳銃

## 警備隊区
警備隊区は北播丹波地方を中心とした7市1町。
- 小野市、三木市、丹波市、丹波篠山市、加東市、西脇市、加西市、多可町[4]

## 廃止（改編）部隊
- 2004年（平成16年）3月28日廃止
  - 第109高射直接支援隊「109高直支」：中部方面後方支援隊第302高射直接支援中隊に改編。
- 2010年（平成22年）3月26日廃止
  - 第331高射中隊「331高」：第338高射中隊に改編。
- 2011年（平成23年）4月22日廃止
  - 第332高射中隊「332高」：第339高射中隊に改編。
- 2012年（平成24年）3月26日廃止
  - 第309高射中隊「309高」：
  - 第333高射中隊「333高」：第340高射中隊に改編。